# 輝馬
輝馬（てるま、1989年6月6日 - ）は、日本の俳優である。島根県出身。
2020年6月30日をもって所属していたスペースクラフトとの所属契約を解除し、フリー期間を経て、2021年5月15日にStar Dream Companyへの所属を発表。

## 出演

### 舞台・ミュージカル
- ミュージカル『テニスの王子様』2ndシーズン - 乾貞治 役
  - ミュージカル『テニスの王子様』青学vs不動峰（2011年1月5日 - 16日、JCB HALL / 1月19日 - 23日、大阪メルパルクホール / 1月26日 - 2月11日、日本青年館 大ホール）
  - ミュージカル『テニスの王子様』青学vs聖ルドルフ・山吹（2011年4月8日 - 17日、TOKYO DOME CITY HALL / 4月27日 - 5月3日、大阪メルパルクホール / 5月8日 - 15日、TOKYO DOME CITY HALL）※3月31日〜4月7日の公演は東日本大震災の影響で中止
  - ミュージカル『テニスの王子様』青学vs氷帝（2011年7月15日 - 31日、TOKYO DOME CITY HALL / 8月10日 - 21日、大阪メルパルクホール / 8月31日 - 9月4日、中京大学文化市民会館 プルニエホール / 9月8日 - 11日、キャナルシティ劇場 / 9月22日 - 24日、TOKYO DOME CITY HALL）
  - ミュージカル『テニスの王子様』Dream Live 2011（2011年11月5日 - 6日、神戸ワールド記念ホール / 11月12日 - 13日、横浜アリーナ）
  - ミュージカル『テニスの王子様』青学vs六角（2011年12月17日 - 25日、日本青年館 大ホール / 12月30日 - 2012年1月9日、大阪メルパルクホール / 1月19日 - 21日、名鉄ホール / 2月3日 - 5日、キャナルシティ劇場 / 2月9日 - 12日、TOKYO DOME CITY HALL）
  - ミュージカル『テニスの王子様』春の大運動会 2012（2012年5月13日、有明コロシアム）
  - ミュージカル『テニスの王子様』青学vs立海（2012年7月13日 - 29日、TOKYO DOME CITY HALL / 8月4日 - 5日、福岡サンパレス / 8月9日 - 19日、大阪メルパルクホール / 8月25日 - 26日、名取市文化会館 大ホール / 9月6日 - 9日、日本特殊陶業市民会館 ビレッジホール / 9月20日 - 23日、TOKYO DOME CITY HALL）
  - ミュージカル『テニスの王子様』コンサート SEIGAKU Farewell Party（2012年10月11日 - 14日、TOKYO DOME CITY HALL）
- ドリームジャンボ宝ぶね〜けっしてお咎め下さいますな〜（2013年1月6日 - 13日、青山劇場 / 1月26日、梅田芸術劇場 メインホール） - 永倉新八 役
- ミュージカルコンサート『恋するブロードウェイ♪ vol.2』（2013年1月31日 - 2月3日、博品館劇場）
- ぶっ壊したい世界（2013年3月13日 - 20日、青山円形劇場）
- 音楽劇『スマイル・オブ・チャップリン』（2013年3月27日 - 28日、赤坂ACTシアター / 4月6日 - 7日、森ノ宮ピロティホール）
- ミュージカル「黒執事」 - ウィリアム・T・スピアーズ 役
  - ミュージカル「黒執事」 -The Most Beautiful DEATH in The World- 千の魂と堕ちた死神（2013年5月17日 - 26日、赤坂ACTシアター / 6月8日 - 9日、梅田芸術劇場 メインホール）
  - ミュージカル「黒執事」 -地に燃えるリコリス-（2014年9月5日 - 23日、梅田芸術劇場 メインホール / 10月2日 - 5日、梅田芸術劇場 シアター・ドラマシティ）
  - ミュージカル「黒執事」 -地に燃えるリコリス2015-（2015年11月7日 - 10日、六本木ブルーシアター / 11月14日 - 15日、名取市文化会館 大ホール / 11月21日 - 29日、赤坂ACTシアター / 12月4日 - 6日、キャナルシティ劇場 / 12月11日 - 13日、中国・藝海劇院 / 12月18日 - 20日、中国・北京展覧館劇場 / 12月25日 - 27日、中国・深圳保利劇院）
  - ミュージカル「黒執事」 〜NOAH'S ARK CIRCUS〜（2016年11月18日 - 27日、TOKYO DOME CITY HALL / 12月3日 - 4日、キャナルシティ劇場 / 12月9日 - 11日、あましんアルカイックホール / 12月17日 - 18日、刈谷市総合文化センター アイリス 大ホール）
- 猫と犬と約束の燈（2013年7月10日 - 14日、紀伊國屋ホール）[3]
- ZIPANGパイレーツ（2013年8月7日 - 12日、あうるすぽっと）
- 異聞天狼伝〜會津新撰組残党記〜（2013年9月4日 - 11日、全労済ホール スペース・ゼロ）
- 余白な僕ら（2013年10月30日 - 11月4日、全労済ホール スペース・ゼロ）
- 交響劇『船に乗れ!』（2013年12月13日 - 21日、東急シアターオーブ） - 戸田健一 役
- そして、今夜もニコラシカ!（2014年6月13日 - 22日、東京芸術劇場 シアターウエスト）
- 超歌劇『幕末Rock』 - 土方歳三 役・誠仮面 役（黒船来航以降）
  - 超歌劇『幕末Rock』（2014年12月24日 - 29日、天王洲 銀河劇場）
  - 超★超歌劇『幕末Rock』（2015年8月8日 - 8月9日、梅田芸術劇場 シアター・ドラマシティ / 8月13日 - 16日、Zeppブルーシアター六本木）
  - 超歌劇『幕末Rock』黒船来航（2016年8月20日 - 21日、京都劇場 / 9月3日 - 9月9日、EX THEATER ROPPONGI）
  - 超歌劇『幕末Rock』絶叫！絶頂！雷舞（2017年11月24日 - 26日、大阪メルパルクホール / 11月29日 - 12月3日、AiiA 2.5 Theater Tokyo）
- WAYOUT（2015年2月27日 - 3月8日、東京芸術劇場 プレイハウス）
- ミュージカル『薄桜鬼』 - 山南敬助 役
  - ミュージカル『薄桜鬼』〜黎明録〜（2015年5月23日 - 31日、AiiA 2.5 Theater Tokyo / 6月10日 - 14日、京都劇場）
  - ミュージカル『薄桜鬼』原田左之助 篇（2017年4月14日 - 16日、梅田芸術劇場 シアタードラマシティ / 4月26日 - 30日、AiiA2.5 Theater Tokyo）
  - ミュージカル『薄桜鬼 志譚』土方歳三 篇（2018年4月21日 - 23日、新神戸オリエンタル劇場 / 4月28日 - 5月1日、明治座）[4]
  - ミュージカル『薄桜鬼 志譚』風間千景 篇（2019年4月5日 - 11日、日本青年館ホール / 4月18日 - 21日、京都劇場）
  - ミュージカル『薄桜鬼 真改』相馬主計 篇（2021年4月1日 - 4日、日本青年館ホール / 4月8日 - 11日、AiiA 2.5 Theater Kobe）[5]
  - ミュージカル『薄桜鬼 真改』斎藤一 篇（2022年4月22日 - 27日、品川プリンスホテル ステラボール / 5月1日 - 5日、京都劇場）[6]
  - ミュージカル『薄桜鬼 真改』〜HAKU-MYU LIVE 3（2022年10月29日 - 30日、Zepp Namba / 11月11日 - 13日、Zepp DiverCity）[7]
  - ミュージカル『薄桜鬼 真改』 山南敬助 篇（2023年4月8日 - 16日、シアター1010 / 4月22日 - 23日、サンケイホールブリーゼ） - 主演[8]
  - ミュージカル『薄桜鬼 真改』 藤堂平助 篇（2025年6月20日 - 29日、天王洲 銀河劇場）[9]
  - ミュージカル『薄桜鬼 真改』〜HAKU-MYU LIVE 4（2025年12月19日 - 21日、Zepp DiverCity（TOKYO） / 12月27日 - 28日、Zepp Osaka Bayside〈予定〉）[10]

- 魔劇『今日からマ王!』〜魔王再降臨〜（2015年10月1日 - 12日、全労済ホール スペース・ゼロ） - ウェラー卿コンラート 役
- SHOW BY ROCK!! - アイオーン 役
  - SHOW BY ROCK!! MUSICAL〜唱え家畜共ッ!深紅色の堕天革命黙示録ッ!!〜（2016年2月11日 - 16日、Zeppブルーシアター六本木）
  - Live Musical「SHOW BY ROCK!!」〜THE FES II-Thousand XVII〜（2017年5月11日 - 13日、品川プリンスホテル ステラボール ）
  - Live Musical『SHOW BY ROCK!!』－深淵のCrossAmbivalence－（2017年10月19日 - 29日、AiiA 2.5 Theater Tokyo）
  - Live Musical「SHOW BY ROCK!!」〜THE FES 2018〜（2018年6月26日・27日、Zepp DiverCity）[11]
  - Live Musical「SHOW BY ROCK!!」―狂騒のBloodyLabyrinth―（2018年8月30日 - 9月17日、天王洲 銀河劇場 / 9月14日 - 17日、梅田芸術劇場 シアタードラマシティ）
- 弱虫ペダル〜総北新世代、始動〜（2016年3月4日 - 27日、TOKYO DOME CITY HALL / 3月10日 - 3月13日、アルモニーサンク 北九州ソレイユホール / 3月17日 - 3月21日、オリックス劇場 / 3月25日 - 3月27日、神奈川芸術劇場） - 古賀公貴 役
- 刀剣乱舞 - 江雪左文字 役
  - 〜虚伝 燃ゆる本能寺〜（2016年5月3日 - 14日、シアター1010 / 5月17日 - 20日、大阪メルパルクホール）
  - 「刀剣乱舞 ONLINE」五周年記念「刀剣乱舞 大演練」（2020年8月11日、東京ドーム）※新型コロナウイルス感染症の拡大に伴い中止
  - 七周年感謝祭 -夢語⼑宴會 -（2023年8⽉6⽇、幕張メッセ 幕張イベントホール）
- 音楽劇『金色のコルダ Blue♪Sky Prelude of 至誠館』（2016年9月28日 - 10月2日、シアター1010） - 長嶺雅紀 役
- ロックミュージカル『ONE LOVE』（2017年1月25日 - 29日、あうるすぽっと） - 中村徹也 役
- ミュージカル『さよならソルシエ』（2017年3月17日 - 20日、シアター1010） - エミール・ベルナール 役[12]
- 錆色のアーマ（2017年6月8日 - 18日、AiiA 2.5 Theater Tokyo） - 顕如 役
- モマの火星探検記（2017年8月9日 - 13日、天王洲銀河劇場 / 8月19日 - 20日、梅田芸術劇場 シアタードラマシティ） - タケミツ 役[13][14]
- 文豪ストレイドッグス - 国木田独歩 役
  - 文豪ストレイドッグス（2017年12月22日 - 24日、KAAT神奈川芸術劇場〈ホール〉 / 2018年1月12日 - 13日、森ノ宮ピロティホール）[15]
  - 文豪ストレイドッグス 三社鼎立（2019年6月8日 - 9日、北上市文化交流センターさくらホール / 6月14日 - 16日、久留米シティプラザ ザ・グランドホール / 6月21日 - 22日、名古屋市公会堂大ホール / 6月27日 - 30日、森ノ宮ピロティホール / 7月3日 - 10日、日本青年館ホール）
  - 文豪ストレイドッグス 序　探偵社設立秘話･太宰治の入社試験（2020年9月11日 - 27日、東京あうるすぽっと）[16][17]
  - 文豪ストレイドッグス 共喰い（2023年6月9日 - 7月2日、COOL JAPAN PARK OSAKA WWホール / 6月22日 - 7月2日、日本青年館ホール）[18]
- 熱帯男子（2018年2月22日 - 3月3日、全労済ホール スペース・ゼロ） - 孝吉 役[19]
- 七つの大罪 - ヘンドリクセン 役
  - The STAGE（2018年8月3日 - 12日、天王洲 銀河劇場 / 8月18日 - 20日、梅田芸術劇場 シアター・ドラマシティ）[20]
  - The STAGE -裏切りの聖騎士長-（2020年6月18日 - 28日、天王洲 銀河劇場）※新型コロナウイルス感染症の拡大に伴い中止
- ミュージカル「ふしぎ遊戯-蒼ノ章-」（2018年10月13日 - 21日、全労済ホール スペース・ゼロ） - 心宿 役[21]
- 舞台「遙かなる時空の中で3」（2018年12月6日 - 10日、紀伊國屋サザンシアター TAKASHIMAYA / 12月14日 - 16日、サンケイホールブリーゼ） - 梶原景時 役[22]
- メサイア - ガラ 役
  - メサイア トワイライト-黄昏の荒野-（2019年2月7日 - 17日、池袋サンシャイン劇場 / 3月1日 - 2日、大阪メルパルクホール）[23]
  - メサイア ―黎明乃刻―（2019年9月5日 - 8日、シアターGロッソ / 9月13日 - 16日、大阪メルパルクホール / 9月19日 - 23日、なかのZERO大ホール）[24]
- ライブ・スペクタクル『NARUTO-ナルト-』 - ペイン 役
  - ライブ・スペクタクル『NARUTO-ナルト-』〜暁の調べ〜（2019年10月25日 - 11月4日、大阪メルパルクホール / 11月8日 - 10日、TOKYO DOME CITY HALL / 12月6日 - 8日、深セン保利劇院（Shenzhen Poly Theatre） / 12月14日 - 22日、虹橋芸術センター (Hongqiao Art Centre））[25]
  - ライブ・スペクタクル『NARUTO-ナルト-』〜うずまきナルト物語〜（2021年12月4日 - 13日、日本青年館ホール / 12月25日 - 2022年1月2日、大阪メルパルクホール）[26]
- カレイドスコープ -私を殺した人は無罪のまま-（2020年2月20日 - 3月1日、新宿FACE） - 馬場貴明 役[27]
- 絶響MUSICA THE STAGE（2020年7月8日 - 13日、俳優座劇場） - モーヴェ 役（映像出演）[28]
- 死神遣いの事件帖-鎮魂侠曲-（2020年7月23日 - 8月2日、サンシャイン劇場 / 8月5日 - 9日、梅田芸術劇場 シアター・ドラマシティ 9st） - メメント 役[29]
- 舞台「銀牙 -流れ星 銀-」〜牙城決戦編〜（2020年10月22日 - 11月1日、天王洲 銀河劇場） - クロス 役[30]
- 舞台「HELI-X」 - リュウジン 役
  - 舞台「HELI-X」（2020年12月3日 - 9日、紀伊國屋サザンシアター / 12月12日 - 13日、大阪メルパルクホール ）[31][32]
  - 舞台「HELI-X Ⅲ〜レディ・スピランセス〜」（2022年6月3日 - 12日、池袋サンシャイン劇場 / 6月18日 - 19日、大阪メルパルクホール）[33]
- ミュージカル『青春-AOHARU-鉄道』
  - ミュージカル『青春-AOHARU-鉄道』4〜九州遠征異常あり〜（2021年2月14日 - 28日、天王洲 銀河劇場） - 北海道新幹線 役[34]
  - ミュージカル『青春-AOHARU-鉄道』〜誰が為にのぞみは走る〜（2022年8月18日 - 28日、品川プリンスホテル ステラボール） - 北海道新幹線 役[35]
  - ミュージカル『青春-AOHARU-鉄道』〜地下の中心で愛をさけんだMétro〜（2023年12月21日 - 31日、品川プリンスホテル クラブeX） - 都営大江戸線 役[36]
  - ミュージカル『青春-AOHARU-鉄道』6〜ハッピーレール大作戦〜（2024年7月4日 - 7日、天王洲 銀河劇場） - 北海道新幹線 役（東京公演ゲスト）[37]
  - ミュージカル『青春-AOHARU-鉄道』コンサート Rails Live 2025（2025年11月22日 - 24日〈予定〉、TACHIKAWA STAGE GARDEN） - 北海道新幹線・都営大江戸線 役[38]

- 舞台「ARGONAVIS the Live Stage」（2021年6月24日 - 27日、サンケイホールブリーゼ / シアター1010） - 摩周慎太郎 役[39]。
- ミュージカル『憂国のモリアーティ』Op.3 -ホワイトチャペルの亡霊-（2021年8月5日 - 15日、品川プリンスホテル ステラボール / 8月19日 - 22日、サンケイホールブリーゼ） - ザック・パターソン 役[40]
- おねがいっパトロンさま！ THE STAGE（2021年9月15日 - 20日、草月ホール） - ドク 役[41]
- ミュージカル「悪ノ娘」（2021年10月8日 - 12日、草月ホール） - レオンハルト 役[42]
- ミュージカル『新テニスの王子様』 - 遠野篤京 役
  - The Second Stage（2022年1月28日 - 2月6日、KAAT神奈川芸術劇場 ホール / 2月11日 - 20日、TOKYO DOME CITY HALL / 2月25日 - 27日、メルパルクホール大阪）[43]
  - Revolution Live 2022（2022年10月6日 - 10日、幕張メッセ 幕張イベントホール）[44]
  - テニミュ秋の合同大運動会2023（2023年11月14日 - 15日（14日のみ出演）、有明アリーナ）[45]
  - The Fifth Stage（2025年10月3日 - 13日（東京公演のみ出演）〈予定〉、Kanadevia Hall）[46]
- Living Room MUSICAL vol.20 瑠璃色のリビミュ 歌う♪夏のハッピーウイルスたち（2022年8月28日 - 31日、eplus LIVING ROOM CAFE&DINING） - 30、31日ゲスト
- 饗宴「茜さすセカイでキミと詠う〜縁〜」（2022年12月16日 - 19日、飛行船シアター） - オオクニヌシ 役
- STAGE FES 2022-2023（2022年12月31日、TACHIKAWA STAGE GARDEN） - アイオーン 役
- MANKAI STAGE『A3!』 - ガイ 役
  - ACT2！〜WINTER 2023〜（2023年1月21日 - 29日、TACHIKAWA STAGE GARDEN / 2月3日 - 12日、AiiA 2.5Theater Kobe / 2月17日 - 26日、TACHIKAWA STAGE GARDEN）
  - ACT2! 〜SUMMER 2023〜（2023年8月12日 - 20日、TACHIKAWA STAGE GARDEN / 8月26日 - 9月3日、AiiA 2.5 Theater Kobe / 9月8日 - 18日、TACHIKAWA STAGE GARDEN）[47]
  - ACT2! 〜WINTER 2024〜（2024年4月9日 - 14日、TOKYO DOME CITY HALL / 4月19日 - 21日、Niterra日本特殊陶業市民会館 フォレストホール /4月26日 - 30日、東京国際フォーラムホールC、5月5日 - 12日、箕⾯市⽴⽂化芸能劇場 大ホール）[48]
  - 〜Four Seasons LIVE 2024〜（2024年10月31日 - 11月4日、東京ガーデンシアター）[49][50]
  - ACT3! 2025（2025年3月22日 - 5月10日、KAAT神奈川芸術劇場〈ホール〉）[51][52]
- 本格ミステリー歌劇『46番目の密室』（2023年10月15日 - 22日、KAAT神奈川芸術劇場〈ホール〉） - 石町慶太 役[53]
- 『東京カラーソニック!!』the Stage Vol.2（2023年11月10日 - 19日、天王洲 銀河劇場） - 駿河冬一 役[54]
- 少年社中 25周年記念ファイナル 第42回公演『テンペスト』（2024年1月17日、サンシャイン劇場） - 日替わり出演[55]
- 明治モダン歌劇『恋花幕明録〜前日譚〜』（2024年2月8日 - 18日、IMM THEATER / 2月23日 - 25日、AiiA 2.5 Theater Kobe） - 榎本武揚 役[56]
- Homecoming Party『START』（2024年3月23日・24日、品川プリンスホテル クラブeX） - 回替わりゲスト[57]
- Butlers' 歌劇『悪魔執事と黒い猫』〜薔薇薫る舞踏会編〜（2024年6月7日 - 16日、IMM THEATER - ルカス・トンプシー 役[58]
- 東映ムビ×ステ 舞台『邪魚隊 / ジャッコタイ』（2024年8月9日 - 25日、サンシャイン劇場 / 8月30日 - 9月1日、サンケイホールブリーゼ / 9月4日、一宮市民会館 / 9月7日 - 8日、石川県立音楽堂 邦楽ホール） - 蓼丸玄庵 役[59][60]
- ミュージカル『Fate/Zero』 - ランサー 役
  - 〜The Sword of Promised Victory〜（2025年1月18日 - 26日、 THEATER MILANO-Za / 1月31日 - 2月2日、SkyシアターMBS）[61]
  - 〜A Hero of Justice〜（2025年9月6日 - 21日〈予定〉、THEATER MILANO-Za）[62]
- 舞台『怪人21面相』（2025年7月31日 - 8月10日〈予定〉、新宿シアターモリエール） - 蓮見雅尚 役[63]

### 朗読劇
- 旅するリーディングシリーズ 劇場で海外文学 Vol.1 ロシア『魅惑のチェーホフ』（2015年7月9日 - 12日、DDD AOYAMA CROSS THEATER） - チームA
- 朗読劇『雲は湧き、光あふれて』（2016年3月30日 - 4月3日、紀伊國屋サザンシアター）[64]
- リーディングドラマ『シスター』（2020年5月予定、新宿角座 ※新型コロナウイルス感染症の拡大に伴い中止　→　2020年6月映像収録・7月配信） - 弟 役[65]
- 絵本朗読LIVE『ビロードのうさぎ〜ペールトーン〜』（2025年7月12日・14日・16日〈予定〉、CBGKシブゲキ!!） - 木馬 役[66][67]

### テレビドラマ
- 弱虫ペダル（2016年8月26日 - 10月7日、BSスカパー!） - 古賀公貴 役[68]

### 映画
- 遮那王 お江戸のキャンディー3（2019年） - 与一 役
- 文豪ストレイドッグス BEAST（2022年） - 国木田独歩 役[69]
- 邪魚隊 / ジャッコタイ（2024年5月31日） - 蓼丸玄庵 役[70]

### イベント・ライブ
個人イベント
- 『輝馬 34th Birthday Event』（2023年6月18日）
- 『TERUMA Christmas Event 2023』（2023年12月16日）
- 『輝馬 2024-25年壁掛け＆卓上カレンダー 手渡し会』（2024年3月3日）
- 『輝馬 35th Birthday Event』（2024年6月23日）
- 『TERUMA Christmas Event 2024』（2024年12月8日）
- 『輝馬 2025-26年壁掛け＆卓上カレンダー 手渡し会』（2025年3月1日）
- 『輝馬 36th Birthday Event』（2025年6月7日）

ゲスト、他
- ミュージカル『テニスの王子様』テニミュ映画祭
  - 「青学vs不動峰」 舞台挨拶（5月19日、109シネマズ名古屋）
  - 「青学vs不動峰」 一緒に観ナイト（5月19日、T・ジョイ京都）
  - 「青学vs不動峰」 舞台挨拶（5月20日、T・ジョイ京都）
  - 「青学vs不動峰」 一緒に観ナイト（5月20日、梅田ブルク7）
  - 「青学vs聖ルドルフ・山吹」 舞台挨拶（5月26日、ワーナー・マイカル・シネマズ名取）
  - 「青学vs聖ルドルフ・山吹」 一緒に観ナイト（5月26日、フォーラム盛岡）

- 超歌劇『幕末Rock』関連イベント
  - BREAK OUT Presents 幕末Rock 超絶頂★雷舞（2014年11月2日、Zepp Tokyo） - ゲスト出演
  - BREAK OUT祭2015〜POP-UP GaLLeRY〜『幕末Rock』／超歌劇『幕末Rock』上映会&トークセッション（2015年5月10日、シネクイント）
  - 超歌劇『幕末Rock』DVD発売記念 超☆声宴（2015年6月7日、彩の国さいたま芸術劇場大ホール）
  - 超歌劇『幕末Rock』黒船来航 BD/DVD発売記念イベント（2017年3月11日）
  - 超歌劇『幕末Rock』絶叫！熱狂！雷舞 BD/DVD発売記念イベント（2018年5月3日）
- ミュージカル『薄桜鬼』関連イベント
  - ミュージカル『薄桜鬼 真改』斎藤一 篇 Blu-ray/DVD発売記念イベント（2022年11月20日）
  - ミュージカル『薄桜鬼』HAKU-MYU LIVE 3 Blu-ray/DVD発売記念イベント（2023年5月5日）
  - ミュージカル『薄桜鬼 真改』山南敬助 篇 Blu-ray/DVD発売記念イベント（2023年9月30日）
  - ミュージカル『薄桜鬼 真改』藤堂平助 篇 Blu-ray 発売記念イベント（2025年12月6日〈予定〉）
- 「HELI-X Talk Meeting 2021」（2021年7月4日、日本教育会館 一ツ橋ホール）
- 『文豪ストレイドッグスBEAST』公開記念舞台挨拶（2022年1月8日、EJ アニメシアター新宿）
- 「KIMERU 20th Anniversary Fes 2022 DYEING」（2022年11月19日） - ゲスト
- 舞台「文豪ストレイドッグス」迷ヰ犬達ノ幕間（2023年1月7日、EJ アニメシアター新宿）
- 「HADO Actors CUP vol.4」（2023年3月3日、HADO ARENA お台場）
- テニミュ春の上映祭（2023年5月9日）
- 2.5次元男子。LIVE2023 〜僕たちのHot Summer〜（2023年6月14日、LINE CUBE SHIBUYA）[71]
- 2.5次元男子。LIVE2025〜推しメンCLUBへようこそ〜（2025年7月11日〈予定〉、LINE CUBE SHIBUYA）[72]
- MANKAI STAGE『A3!』Bloom Fan Meeting 2025（9月28日、品川プリンスホテル ステラボール）[73]

### ボイスドラマ
- オリジナルボイスドラマ『トークジュゲム』（2023年3月 - 5月） - ハチ 役

### その他
- 写真展「teruma - mono - chrome -」（2018年9月1日 -10日、tokyoarts gallery）[74]
- CITIZEN「エコ・ドライブ Bluetooth」（2019年）
- AILE VIVANTES ブランドモデル（2021年5月）
- ライブコマース&L&（アンドランド）出演（2022年6月6日）

## 書籍・DVD
- 1st DVD「T's Movie」（2018年6月27日）
- 1st写真集「T’s Photograph」（2018年7月16日）[75][76][77]
- 1st電子写真集「T’s Photograph Digital +」（2018年7月16日）[78][79]